# 釜山国際映画祭
釜山国際映画祭（プサンこくさいえいがさい）とは、1996年に創設され、大韓民国の釜山広域市で毎年10月に開かれる国際映画祭。
アジアの新人監督作品を中心に扱う国際映画製作者連盟 (FIAPF) 公認のスペシャライズド長編映画祭 (Competitive specialized feature film festival) である。

## 概要
例年、約60作品のワールドプレミアが行われる。2007年のワールドプレミア本数は65本、また同年に当映画祭（マーケットを含む）を訪れたプロモーターやバイヤー数は、アジアのFIAPF公認映画祭で最多となる3,600人であった。
長編・短編作品ともに扱う総合映画祭だが、短編作品を対象とするコンペティションはない。

## マーケット
併設されている「アジアン・フィルムマーケット」 (Asian Film Market) は、「香港フィルマート」と並びアジアで最も重要な映画見本市となっている。2011年9月、海雲台区のセンタムシティ内に映画祭の専用館として「映画の殿堂」が開館した。デザインを公募にオーストリアのコープ・ヒンメルブラウの案が当選され、完工した。

## 主な会場
- 海雲台エリア
- 南浦洞PIFF広場

## 主な受賞作品
- キムジソク賞
  - 羊の木

## 主な受賞者
- Asian filmmakers of the year award
  - 鈴木清順（2017）
  - 坂本龍一（2018）
  - 是枝裕和（2019）
- Asia Star Award
  - 有村架純（2017）
  - 井浦新（2023）
- face of Asia 賞
  - 杉咲花（2017）
  - 向里祐香（2023）
- New Currents Award（コンペティション部門 最高賞）
  - 奥原浩志（1999）「タイムレス・メロディ」
  - 市井昌秀（2008）「無防備」[1]
  - 春本雄二郎（2020）「由宇子の天秤」[2]

## 主な審査員経験者
- オダギリジョー - 2011年[3]
- 國村隼 - 2018年[4]
- 加瀬亮 - 2022年

## 関連事項
- 映画祭
- 韓国映画